# Muhammed Ildiz
Muhammed Ildiz (* 14. Mai 1991 in Wien) ist ein österreichischer Fußballspieler türkischer Abstammung auf der Position eines Mittelfeldspielers.

## Karriere

### Verein
Ildiz begann seine aktive Karriere als Fußballspieler Ende August 1999 in der Jugendabteilung des SC Red Star Penzing im 16. Wiener Gemeindebezirk Ottakring. Dort war er bis Juli 2001 im vereinseigenen Nachwuchs aktiv, ehe er in den Nachwuchsbereich des SK Rapid Wien wechselte. Bei den Hütteldorfern durchlief er verschiedene Spielklassen und kam ab der Spielzeit 2007/08 als 16- bzw. 17-Jähriger zu seinen ersten Einsätzen in der U-19-Jugendmannschaft des Vereines, die ihren Spielbetrieb in der von Toto gesponserten U-19-Jugendliga hat. Nachdem er 2007/08 zu insgesamt vier Einsätzen in der U-19-Jugendliga gekommen war, wurde er noch vor Anfang der Saison 2008/09 in den Kader der Rapid-Amateure geholt. Während der gleichen Spielzeit kam er auch noch in drei U-19-Meisterschaftspartien zum Einsatz, in denen er zwei Treffer erzielte.
Bei den Amateuren gab er sein Team- und Ligadebüt am 19. August 2008 beim 2:2-Remis gegen den späteren Meister First Vienna FC 1894, als er in der 89. Spielminute für den zwei Jahre älteren Arvedin Terzić eingewechselt wurde. Nachdem er anfangs nur kurz eingesetzt worden war, kam er mit der Zeit zu immer längeren Meisterschaftseinsätzen und war während der Saison oftmals über die gesamte Matchdauer auf dem Spielfeld. Zu seinem ersten Treffer für die Rapid Amas kam Ildiz am 20. März 2009, als er den einzigen Treffer beim 1:0-Heimerfolg über den SC Neusiedl/See erzielte. In seiner ersten Saison bei den Amateuren kam er bereits auf eine Bilanz von 17 Meisterschaftspartien, in denen er zwei Treffer erzielte.
Im ÖFB-Cup 2008/09 absolvierte für die zweite Kampfmannschaft von Rapid Wien drei Partien. Nachdem Ildiz mit seiner Mannschaft in Runde 2 den Bundesligisten SCR Altach mit 2:1 aus dem laufenden Bewerb warf, schaffte das Team im Achtelfinale eine noch größere Sensation, als es die SV Mattersburg, ebenfalls in der höchsten österreichischen Liga aktiv, mit 5:1 aus dem ÖFB-Cup warf. Nach dem Einzug ins Viertelfinale des Pokalbewerbes musste sich das Team rund um Ildiz nach 120 Minuten Spielzeit im Elfmeterschießen gegen die Amateure des FK Austria Wien geschlagen geben.
In der Sommerpause vor der Spielzeit 2009/10 wurde Momo, wie er von seinen Teamkameraden und Freunden genannt wird, vor allem aufgrund seiner guten Leistungen bei den Amateuren, erstmals in den Profikader von Rapid aufgenommen. Der zweikampfstarke Rechtsfuß kam am 17. Dezember 2009 zu seinem ersten Pflichtspieleinsatz für die Profis, als er beim Europa-League-Match in der Gruppe C gegen Celtic Glasgow im Einsatz war. Beim 3:3-Heimremis im ausverkauften Ernst-Happel-Stadion ersetzte Ildiz ab der 78. Minute den Torschützen zum 3:0 Hamdi Salihi. Nachdem der SK Rapid Wien nach 19 Minuten bereits mit 3:0 geführt hatte, gab die Mannschaft den sichergeglaubten Sieg kurz vor dem Schlusspfiff her, als Paul McGowan, der hauptsächlich im Reserveteam von Celtic aktiv ist, in der 91. Minute den Treffer zum 3:3-Endstand erzielte.
Ildiz, der wegen seiner Ähnlichkeit mit dem italienischen defensiven Mittelfeldakteur Gennaro Gattuso von seinen Kollegen oftmals scherzhaft als „Gattuso für Arme“ bezeichnet wird, soll im Sommer 2010 Yasin Pehlivan, sofern dieser einen Auslandstransfer wahrnimmt, auf die Position des Mittelfeldspielers im Profiteam von Rapid Wien folgen. IM Herbst 2010 kam der 1,77 m große Spieler noch im Regionalliga-Team zum Einsatz und brachte es in der Saison 2009/10 auf 22 Meisterschaftseinsätze und zwei Tore.
Im Sommer 2010 wurde er von den Grün-Weißen an den damaligen Bundesligaaufsteiger FC Wacker Innsbruck verliehen, kehrte jedoch zum Ende der Saison 2011/2012 wieder nach Hütteldorf zurück.
Im Transferfenster des Winters 2012/13 wechselte er zum 1. FC Nürnberg. Er unterschrieb einen Vertrag bis zum 30. Juni 2017. Die erste Halbsaison bei den Franken verlief eher unglücklich. Zwar wurde er fünfmal eingewechselt, stand aber nur sechsmal im Kader, da er immer wieder verletzt war und sich am Saisonende sogar einer Blinddarmoperation unterziehen musste.
Unmittelbar vor dem Start der Rückrunde der Saison 2013/14 wechselte Ildiz in die Türkei und unterschrieb einen Dreieinhalbjahres-Vertrag bei Gaziantepspor.
Nach dem Wechsel von Gaziantepspor verbrachte er den Rest der Saison 2017/18 beim Zweitligisten Elazığspor und zog zur Saison 2018/19 zum Ligarivalen Giresunspor weiter. Im Jänner 2019 kehrte er zu Elazığspor zurück. Im Mai 2019 verließ er Elazığspor. Nach einem halben Jahr ohne Verein wechselte er im Jänner 2020 erneut zum inzwischen drittklassig spielenden Elazığspor. Für Elazığspor kam er zu 19 Drittligaeinsätzen, ehe er mit dem Verein am Ende der Saison 2020/21 aus der TFF 2. Lig abstieg. Daraufhin wechselte er zur Saison 2021/22 zum ebenfalls viertklassigen 76 Iğdır Belediyespor. Für den Klub absolvierte er sieben Viertligapartien, ehe er den Verein im Februar 2022 verließ. Im März 2022 kehrte er nach Österreich zurück und schloss sich dem Regionalligisten FC Mauerwerk an. Für die Wiener kam er aber nur einmal in der Ostliga zum Einsatz.
Zur Saison 2022/23 wechselte er innerhalb der Stadt zum Ligakonkurrenten SC Wiener Viktoria.

### Nationalmannschaft
Erste internationale Erfahrungen sammelte der türkischstämmige Ildiz, als er im österreichischen U-17-Nationalteam aktiv war. Im Jahre 2006 wurde er dabei für den internationalen Jugend-Toto-Cup im Sommer 2007 einberufen. Am Ende des Turniers feierten die Österreicher die Titelverteidigung nach einem 3:1-Erfolg über Schottland, einem 1:1-Remis gegen die Schweiz sowie einem 4:0-Sieg über die Alterskollegen aus der Slowakei. Daneben stand Ildiz im Kader des österreichischen U-17-Teams bei der Qualifikation zur U-17-EM 2008 in der Türkei. Insgesamt kam Ildiz in sechs U-17-Länderspielen zum Einsatz und erzielte dabei zwei Treffer.
Nachdem er für Österreichs U-18 in drei Länderspielen aktiv war, stand er im Kader der österreichischen U-19-Auswahl. Außerdem ist er Teil des Projekt12, das sich hauptsächlich um die Individualförderung der größten österreichischen Talente im Bereich der U-16 bis U-21 kümmert. Im Oktober 2009 wurde der junge Mittelfeldakteur auf Abruf zum österreichischen U-19-Kader berufen, der in der Qualifikation zur U-19-EM 2010 in Frankreich im Einsatz ist.

## Persönliches
Muhammed Ildiz hat einen jüngeren Bruder, Ahmed, der aber im Gegensatz zu Muhammed international für die Türkei aufläuft.